# Classificació femenina de bàsquet pels Jocs Olímpics d'estiu 2008
La classificació femenina de bàsquet pels Jocs Olímpics d'Estiu 2008 es va celebrar entre el 9 i el 15 de juny de 2008 al Palacio de Deportes de la Comunidad de Madrid.
Aquest torneig de classificació va servir per decidir les cinc últimes places per a la competició de bàsquet femení dels Jocs Olímpics de Pequín 2008. Hi van participar 12 equips: Angola, Argentina, Bielorússia, Brasil, Taipei Xinès, Cuba, Txèquia, Fiji, Japó, Letònia, Senegal i Espanya.
Van obtenir les cinc places els equips d'Espanya, Bielorússia, Letònia, la República Txeca i el Brasil.

## Participants
- Europa: segon, tercer, quart i cinquè
  - Espanya
  - Belarús
  - Letònia
  - República Txeca
- Amèrica: segon, tercer i quart
  - Cuba
  - Brasil
  - Argentina
- Àfrica: segon i tercer
  - Senegal
  - Angola
- Àsia: tercer i quart
  - Japó
  - República de la Xina
- Oceania: tercer
  - Fiji

## Format
- Els participants es van dividir en quatre grups de tres seleccions, anomenats de la A a la D.
- Després de la ronda preliminar, els dos primers de cada grup es classificaven i els últims quedaven eliminats.
- Els quarts de finals es van disputar de la manera següent:
  - A1 vs. B2
  - C1 vs. D2
  - B1 vs. A2
  - D1 vs. C2
- Els guanyadors dels quarts de final es classificaven directament. Els perdedors jugaven les semifinals. No hi havia partit pel tercer lloc
- Els guanyadors de les semifinals es disputaven classificar-se o no pels Jocs Olímpics.

## Ronda preliminar

### Grup A
| Equip   | Pts | V | D | PCT   | PF  | PC  | Dif |
| ------- | --- | - | - | ----- | --- | --- | --- |
| Letònia | 4   | 2 | 0 | 1.000 | 177 | 103 | +74 |
| Japó    | 3   | 1 | 1 | 0.500 | 140 | 152 | -12 |
| Senegal | 2   | 0 | 2 | 0.000 | 103 | 165 | -62 |

| Data     | Hora  | Partit  | Partit | Partit  | Resultat |
| -------- | ----- | ------- | ------ | ------- | -------- |
| 09.06.08 | 17:45 | Letònia | -      | Senegal | 94-34    |
| 10.06.08 | 22:00 | Senegal | -      | Japó    | 69-71    |
| 11.06.08 | 22:00 | Japó    | -      | Letònia | 69-83    |

### Grup B
| Equip     | Pts | V | D | PCT   | PF  | PC  | Dif |
| --------- | --- | - | - | ----- | --- | --- | --- |
| Txèquia   | 4   | 2 | 0 | 1.000 | 163 | 109 | +54 |
| Angola    | 3   | 1 | 1 | 0.500 | 113 | 144 | -31 |
| Argentina | 2   | 0 | 2 | 0.000 | 113 | 136 | -23 |

| Data     | Hora  | Partit    | Partit | Partit    | Resultat |
| -------- | ----- | --------- | ------ | --------- | -------- |
| 09.06.08 | 20:00 | Txèquia   | -      | Argentina | 77-55    |
| 10.06.08 | 19:30 | Argentina | -      | Angola    | 58-59    |
| 11.06.08 | 19:30 | Angola    | -      | Txèquia   | 54-86    |

### Grup C
| Equip   | Pts | V | D | PCT   | PF  | PC  | Dif  |
| ------- | --- | - | - | ----- | --- | --- | ---- |
| Brasil  | 4   | 2 | 0 | 1.000 | 196 | 113 | +83  |
| Espanya | 3   | 1 | 1 | 0.500 | 181 | 113 | +68  |
| Fiji    | 2   | 0 | 2 | 0.000 | 87  | 238 | -151 |

| Data     | Hora  | Partit  | Partit | Partit  | Resultat |
| -------- | ----- | ------- | ------ | ------- | -------- |
| 09.06.08 | 12:45 | Espanya | -      | Fiji    | 113-42   |
| 10.06.08 | 17:15 | Fiji    | -      | Brasil  | 45-125   |
| 11.06.08 | 12:45 | Brasil  | -      | Espanya | 71-68    |

### Grup D
| Equip           | Pts | V | D | PCT   | PF  | PC  | Dif |
| --------------- | --- | - | - | ----- | --- | --- | --- |
| Cuba            | 4   | 2 | 0 | 1.000 | 164 | 137 | +27 |
| Belarús         | 3   | 1 | 1 | 0.500 | 139 | 133 | +6  |
| Rep. de la Xina | 2   | 0 | 2 | 0.000 | 144 | 177 | -33 |

| Data     | Hora  | Partit          | Partit | Partit          | Resultat |
| -------- | ----- | --------------- | ------ | --------------- | -------- |
| 09.06.08 | 15:30 | Rep. de la Xina | -      | Cuba            | 79-96    |
| 10.06.08 | 12:45 | Cuba            | -      | Belarús         | 68-58    |
| 11.06.08 | 17:15 | Belarús         | -      | Rep. de la Xina | 81-65    |

## Segona fase

### Quarts de final
| Data     | Hora  | Partit  | Partit | Partit  | Resultat |
| -------- | ----- | ------- | ------ | ------- | -------- |
| 13.06.08 | 12:45 | Cuba    | -      | Espanya | 68-82    |
| 13.06.08 | 15:00 | Txèquia | -      | Japó    | 76-64    |
| 13.06.08 | 17:15 | Letònia | -      | Angola  | 84-26    |
| 13.06.08 | 19:30 | Brasil  | -      | Belarús | 79-86    |

### Semifinals
| Data     | Hora  | Partit | Partit | Partit | Resultat |
| -------- | ----- | ------ | ------ | ------ | -------- |
| 14.06.08 | 17:15 | Cuba   | -      | Japó   | 66-58    |
| 14.06.08 | 19:30 | Angola | -      | Brasil | 58-75    |

### Final
| Data     | Hora  | Partit | Partit | Partit | Resultat |
| -------- | ----- | ------ | ------ | ------ | -------- |
| 15.06.08 | 19:25 | Cuba   | -      | Brasil | 67-72    |